# Aulis Kallakorpi
Aulis Kallakorpi   (Kuusankoski, 1 de gener de 1929 - Mikkeli, 15 de maig de 2005) va ser un saltador finlandès que destacà durant la dècada de 1950.
El 1956 va prendre part en els Jocs Olímpics d'Hivern disputats a Cortina d'Ampezzo, on guanyà la medalla de plata en el salt llarg del programa de salt amb esquís.
En el seu palmarès destaca la victòria en les dues primeres proves del Torneig dels Quatre Trampolins de la temporada 1954-55, però uns mals resultats en les altres dues proves el deixaren en una quarta posició final.